# Kaiser Wilhelm II. (Schiff, 1903)
Der Schnelldampfer Kaiser Wilhelm II. war ein Passagierschiff, das nach Wilhelm II., dem seinerzeitigen Deutschen Kaiser, benannt wurde.

## Bau und Ausstattung

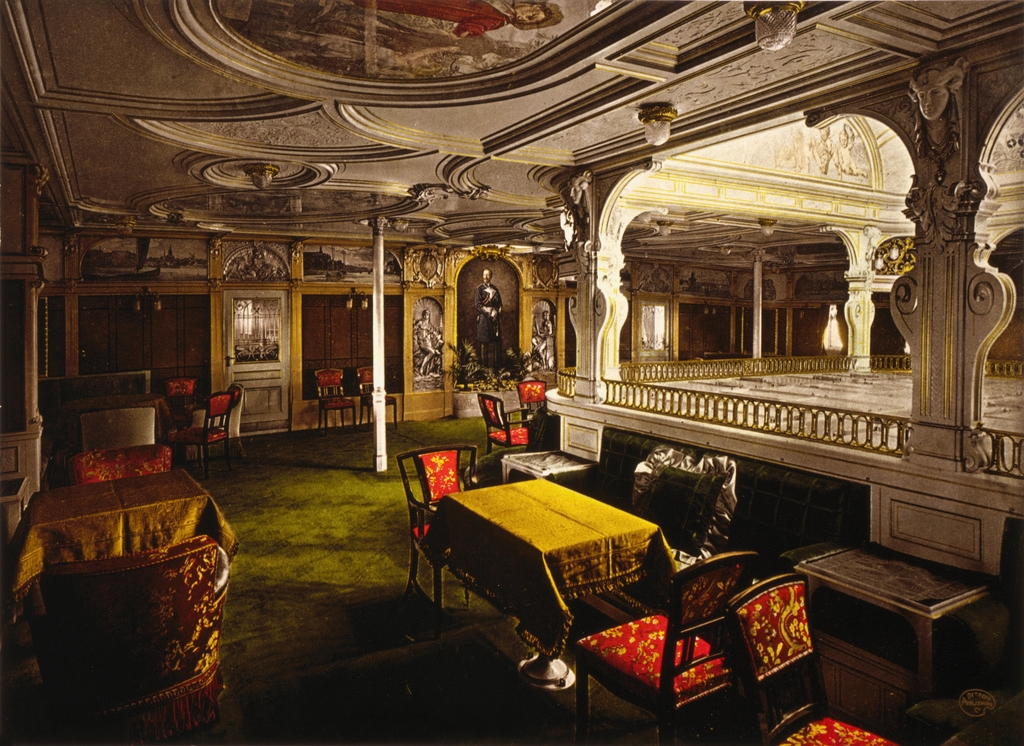
Neubarocker Salon der Ersten Klasse

Das Schiff wurde auf der Werft AG Vulcan Stettin in Stettin-Bredow für den Norddeutschen Lloyd in Bremen gebaut. Die Schiffstaufe und der anschließende Stapellauf des Rumpfes fanden unter großem Gepränge am 12. August 1902 in Anwesenheit des Namensgebers Kaiser Wilhelm II. und des Lloyd-Generaldirektors Heinrich Wiegand auf der Helling-Anlage der Vulcan-Werft statt. Wiegands Tochter Elsa vollzog den Taufakt. Im März 1903 erfolgte die Auslieferung.
Die üppige Ausstattung, in der sich Stilelemente des Barock und Empire widerspiegelten, stammte von dem damals berühmtesten Bremer Architekten, Johann Georg Poppe (1837–1915), der bereits seit vielen Jahren erfolgreich für die „Verkleidungskunst“ neuer Lloyd-Schiffe zuständig war. Ziel dieser Kunst war es, den Passagieren das Gefühl zu geben, sich rundum bestens versorgt in einem der besten Luxushotels zu befinden und dabei die Überfahrt (Atlantiküberquerung) mit all ihren möglichen Gefahren weitgehend zu vergessen.

## Technik

### Technische Besonderheiten
Einen Typ für sich bildeten die Antriebsmaschinen des Schiffs. Es wurde von insgesamt vier Vierfachexpansions-Dampfmaschinen (Verbunddampfmaschinen) angetrieben; je zwei Maschinen wirkten auf eine Propellerwelle. Jede der beiden Kurbelwellen hat im ganzen sechs Kurbeln. Die Reihenfolge der Zylinder, welche diese Kurbeln antrieben, von hinten angefangen ist wie folgt: Niederdruck-Zylinder, zweiter Mitteldruck-Zylinder, erster Mitteldruck-Zylinder und Hochdruck-Zylinder übereinander angeordnet. Dann wieder erster Mitteldruck-Zylinder und Hochdruck-Zylinder übereinander angeordnet, zweiter Mitteldruck-Zylinder und schlussendlich Niederdruck-Zylinder. Somit werden die drei hinteren und die drei vorderen Kurbeln für sich genommen von je einer Vierfachexpansionsmaschine in Bewegung versetzt. Ein wasserdichtes Schott trennte die hintere von der vorderen Dreikurbelmaschine. Beide Maschinen Backbord und Steuerbord zusammen leisteten bei einer Admissionsspannung von etwa 15 Bar Überdruck und 80 Umdrehungen pro Minute etwa 40.000 PS. Um die geforderte Maschinenleistung konstant zu halten, mussten pro Tag rund 700 Tonnen Kohle verbrannt werden. Dies war technisch jedoch bereits ein Fortschritt zum älteren Schwesterschiff, dem 1901 vom Stapel gelaufenen Kronprinz Wilhelm, da dessen Dampfmaschine mit der gleichen Kohlenmenge nur 33.000 PS leistete.

## Das Blaue Band
In den Jahren vor dem Ersten Weltkrieg wurde das Passagierschiff im Transatlantikverkehr zwischen Deutschland und New York eingesetzt. Konzipiert für hohe Geschwindigkeiten, sollte das Fahrzeug am Wettstreit um das Blaue Band für die schnellste Atlantiküberquerung teilnehmen. Dies gelang Kapitän Dietrich Högemann bereits 1904.

## Gesunken im Hafen

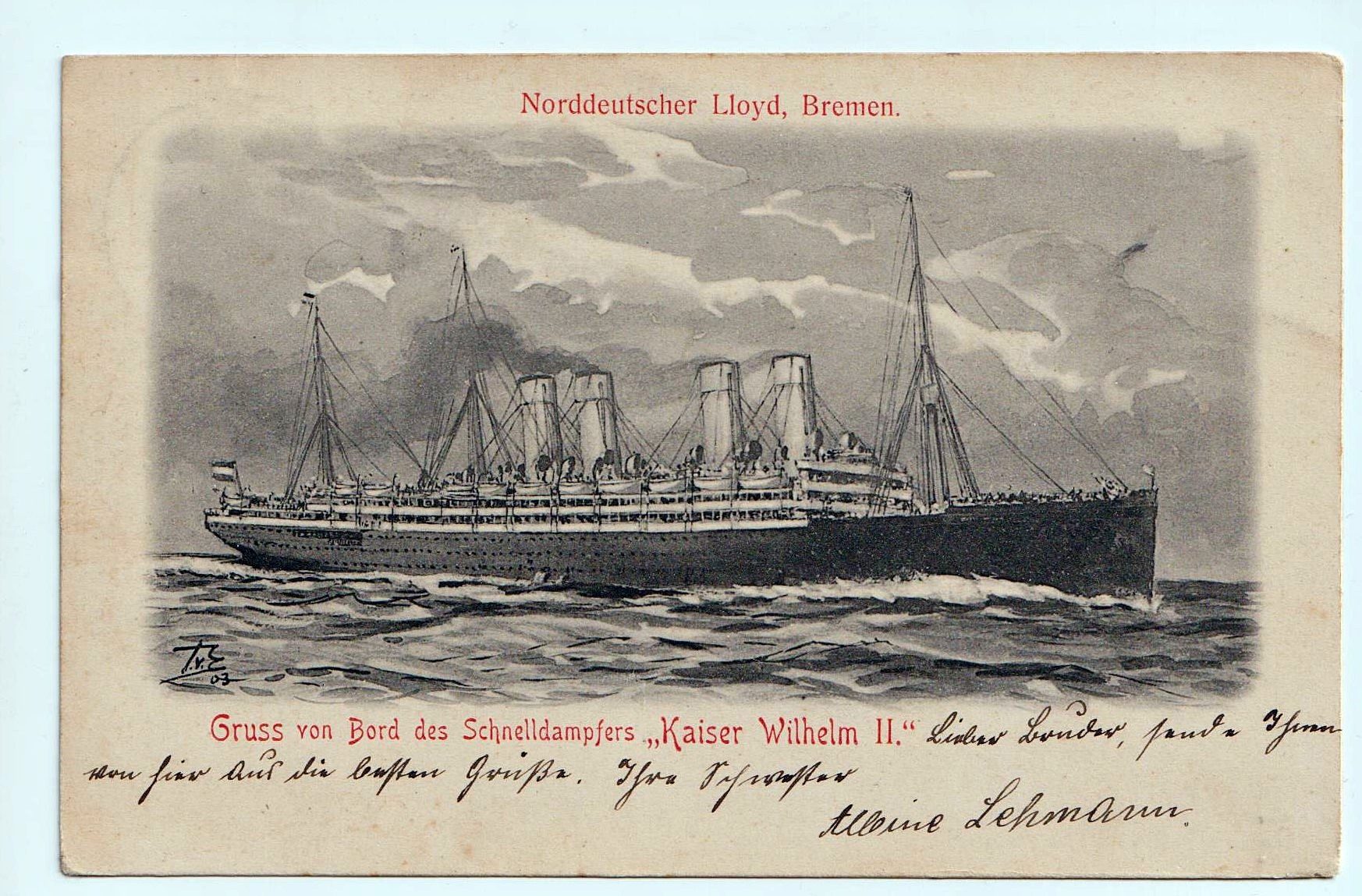
Schnelldampfer Kaiser Wilhelm II., Aquarell von Themistokles von Eckenbrecher, 1903

Im Juli 1907 sank das Schiff im Hafen von Bremerhaven. Die Kaiser Wilhelm II. lag am Kai und bekohlte mit 5000 Tonnen Kohle. Dabei setzte sich das Schiff auf der Landseite auf eine Sandbank. Als die Hafenschleusen bei eintretender Flut wieder geöffnet wurden, stieg das Wasser im Hafen, aber nur die wasser-zugewandte Seite des Schiffes hob sich und schließlich drehte sich das Schiff auf der Sandbank zur Landseite und übernahm durch die geöffneten Kohlenpforten und die offenen Fenster des Zwischendecks gewaltige Wassermengen, bis das Schiff auf das Hafenbecken sank. Ein Arbeiter war dabei im Kohlenbunker ums Leben gekommen. Sofort nach dem Untergang wurden alle unterwasser liegenden Öffnungen abgedichtet und mit starken Pumpen das Schiff leergepumpt, das nach zwei Tagen wieder aufschwamm. Nach weiteren drei Tagen Tag- und Nachtarbeit waren die Gesellschaftsräume und Kabinen des Passagierschiffes gereinigt und das Schiff konnte mit seinen Passagieren nach New York ablegen.

## Der Erste Weltkrieg
Am 3. August 1914 erhielt die Kaiser Wilhelm II. die Nachricht vom Kriegseintritt Deutschlands. Zu diesem Zeitpunkt befand sich der Dampfer am Liegeplatz des Lloyd in Hoboken. Seine Rückreise nach Bremerhaven war fahrplanmäßig erst für den 11. August vorgesehen. Schiff und Besatzung konnten daher von den USA interniert werden. Zweieinhalb Jahre blieb die Kaiser Wilhelm II. untätig im Hafen liegen. Mit der Kriegserklärung der USA am 6. April 1917 an das kaiserliche Deutschland wurde das Schiff beschlagnahmt.

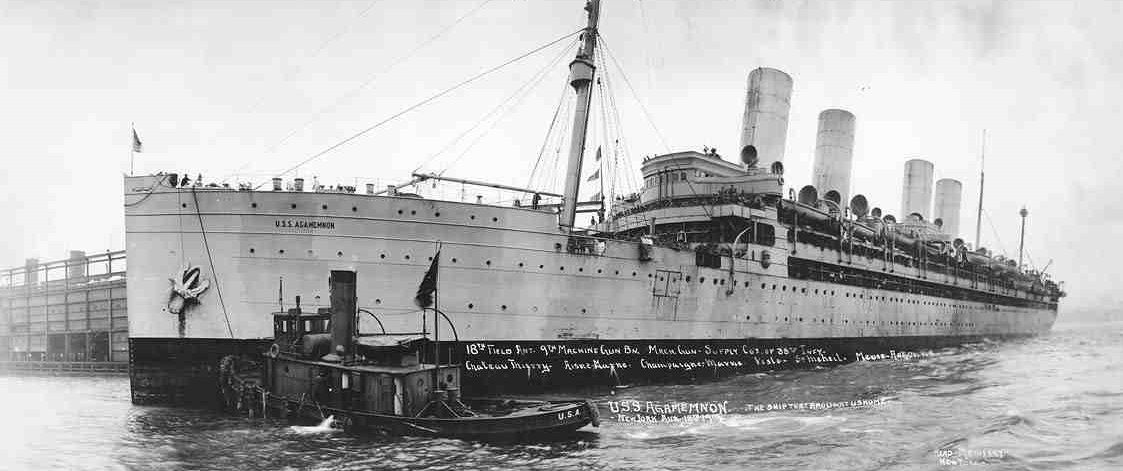
Die Agamemnon am 18. August 1918 an der ehemaligen Pier des Norddeutschen Lloyd in Hoboken, New York.

Während der Umbauarbeiten diente das Schiff auch als Wohnschiff für die US-Navy. Diese Arbeiten wurden Ende August fertiggestellt, und mit ihrem neuen Einsatz als Truppentransporter nach Europa wurde der Name im Oktober 1917 in Agamemnon geändert. Ende Oktober legte die Agamemnon zu ihrer ersten Fahrt in Richtung Kriegsschauplatz Europa ab. Während der Überfahrt kam es am 9. November 1917 zu einer Kollision mit dem gleichermaßen ehemals deutschen Schiff Von Steuben (ehemals Kronprinz Wilhelm). Trotz der Beschädigungen konnten die amerikanischen Truppen unversehrt das europäische Festland erreichen. Die Agamemnon kehrte in die USA zurück und wurde dort repariert. Anschließend führte das Schiff ab Januar 1918 regelmäßig Atlantiküberquerungen ohne Probleme durch, trotz gelegentlicher feindlicher U-Boot-Sichtungen. Im Herbst 1918 kam es zu einem heftigen Ausbruch der Spanischen Grippe unter den Militärangehörigen an Bord.

## Nachkriegszeit
Mitte Dezember 1918, etwa einen Monat nach der Beendigung des Krieges, wurde mit der Rückführung der amerikanischen Truppen begonnen. Bis zum August 1919 transportierte das ehemalige Passagierschiff auf insgesamt neun Reisen über 42.000 Soldaten zurück in die Heimat. Ende August ging die Agamemnon in die Reserve und wurde stillgelegt. Sie sollte jedoch einsatzfähig gehalten werden. 1927 wurde das Schiff noch einmal umbenannt in Monticello, aber dann doch aus der Verwendungsliste gestrichen. Verschiedene Versuche, den immer noch attraktiven Ozeandampfer für die kurzlebige United States Mail Line zu reaktivieren, scheiterten. Nebeneinander vertäut, rosteten die Ex-Kaiser Wilhelm II. und das Schwesterschiff, die ehemalige Kronprinzessin Cecilie (jetzt Mount Vernon genannt), bis 1939 an ihrem Liegeplatz in der Chesapeake-Bucht bei Baltimore vor sich hin. Mit Ausbruch des Zweiten Weltkriegs boten die USA den Briten beide Schiffe als Truppentransporter an, doch wurde dieses Angebot abgelehnt. Daraufhin wurden beide Schnelldampfer in Baltimore Ende 1940 verschrottet, wo bereits 1924 die Kronprinz Wilhelm abgewrackt worden war.

## Die Schnelldampferklasse (Kaiserklasse) des Norddeutschen Lloyd vor 1914
Alle vier Dampfer dieser Klasse besaßen vier Schornsteine mit einer entsprechenden Antriebskraft.
- Kaiser Wilhelm der Große (1897 bis 1914; 22,35 kn Maximalgeschwindigkeit, Blaues-Band-Gewinner)
- Kronprinz Wilhelm (1901 bis 1923; Schwesterschiff der Kaiser Wilhelm der Große; 23,51 kn Maximalgeschwindigkeit, Blaues-Band-Gewinner)
- Kaiser Wilhelm II. (1902 bis 1940; 23,58 kn Maximalgeschwindigkeit, Blaues-Band-Gewinner)
- Kronprinzessin Cecilie (1907 bis 1940; 23,6 kn Maximalgeschwindigkeit)